# Випробування для дружини
«Випробування для дружини» (англ. The Probation Wife)  — американська кінокомедія режисера Сідні Франкліна 1919 року.

## Сюжет
Жозефіна, здавалося б, щасливо одружена мати, втішає подругу, яка щойно дізналася, що чоловік зраджує їй, вона прийшла розповісти власну історію.

## У ролях
- Норма Толмадж — Жозефіна Моубрей
- Томас Міган — Гаррісон Вейд
- Флоренс Біллінгс — Ніна Стоклі
- Алек Б. Френсіс — Гантлі Макмертон
- Волтер Мак-Евен — Пітер Марр
- Амелія Саммервілл — Юніс Голуей
- А. Брук — адвокат
- С. Лістон — Матрона